# Авл Манлій Торкват (консул 164 року до н. е.)
Авл Ма́нлій Торква́т (лат. Spurius Nautius Rutilus; II століття до н. е.) — політичний, державний і військовий діяч Римської республіки, консул 164 року до н. е.

## Біографія
Походив з патриціанського роду Манліїв. Був сином Авла Манлія і онуком Тита Манлія Торквата, консула 235 і 224 років до н. е. Братом Авла Манлія Торквата був Тит, консул 165 року до н. е., який, як вважають, багато в чому посприяв кар'єрі Авла Манлія. 
167 року до н. е. його було обрано претором Сардинії. Авл Манлій мав вирушити туди, але був затриманий постановою сенату в Римі для розслідування карних справ і до Сардинії не потрапив.
164 року до н. е. його було обрано консулом разом з Квінтом Кассієм Лонгіном. Про конкретні дії обох консулів під час консулату відомостей не збереглося. 
З того часу про подальшу долю Авла Манлія Торквата згадок немає. На сьогодні вважається, що згадка Плінієм Старшим, що «консуляр Авл Манлій Торкват раптово помер під час трапези» може стосуватися Авла Манлія Торквата Аттіка, який був консулом 244 і 241 років до н. е.